# Euconocephalus sumbaensis
Euconocephalus sumbaensis är en insektsart som beskrevs av Willemse, C. 1953. Euconocephalus sumbaensis ingår i släktet Euconocephalus och familjen vårtbitare. Inga underarter finns listade i Catalogue of Life.